# Vajrakilaya

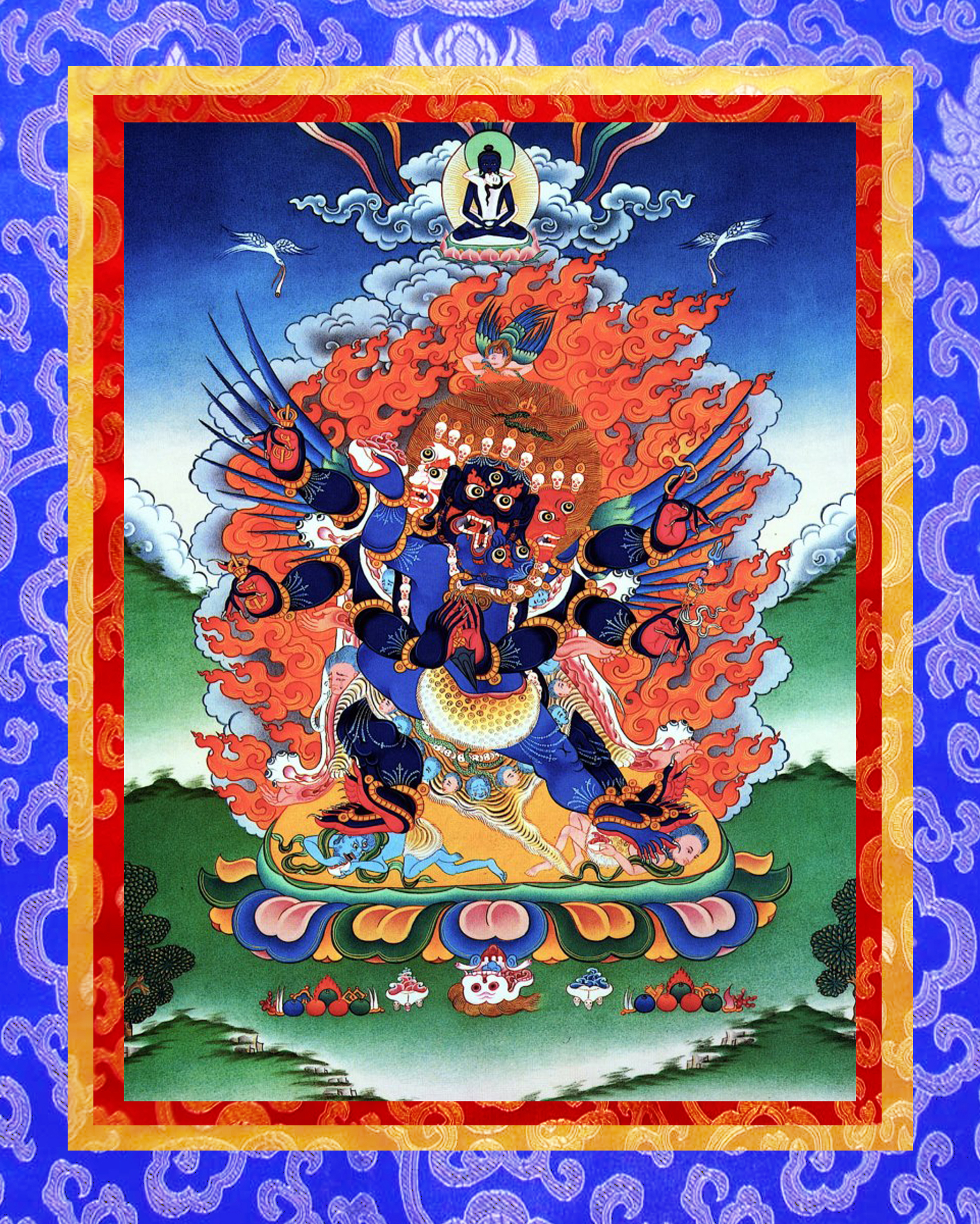
Vajrakilaya (azul escuro) com a consorte Diptachakra (azul claro). Dois demônios jazem esmagados sob seus pés.

No budismo tibetano, Vajrakilaya (em sânscrito: वज्रकिलाय; tibetano: རྡོ་ རྗེ་ ཕུར་ པ་; Wylie: rdo rje phur pa ) ou Vajrakumara (em sânscrito: वज्रकुमार; tibetano: རྡོ་ རྗེ་ གཞོན་ནུ་; Wylie: rdo rje gzhon nu ) é uma deidade íidam da classe dos heruka. É responsável por incorporar a atividade iluminada de todos os budas, e suas práticas são famosas por serem as mais poderosas para remover obstáculos, destruindo as forças hostis à compaixão e purificando a poluição espiritual tão prevalente nesta era. Vajrakilaya é uma das oito divindades do Kagyé.
Vajrakilaya é uma forma enfurecida do Buda Vajrasattva. Seu traço iconográfico distintivo é que ele segura a adaga do tipo phurba (ou kīla). Na verdade, a palavra “Vajrakilaya” designava não só a divindade, como também a própria kīla e seu uso ritual. Vajrakilaya é comumente representado com três faces de cores diferentes e com uma coroa de crânios. A face central é azul, a esquerda é vermelha e a direita é branca. Além disso, possui seis braços: dois seguram a kila, dois seguram um vajra cada, um segura um laço flamejante e o outro um tridente. Ele esmaga dois demônios que representam os obstáculos para a elevação espiritual. 